# Debreczeni István (tanító)
Debreczeni István (Magyargyerőmonostor, 1844. december 23. – Dés, 1908. január 25.) református tanító, iskolaigazgató.

## Életútja
Debreceni Pál fazekas, földműves és Szabó Kata fia, Debreczeni Márton, bányatanácsos és költőnek unokaöccse. 1857. szeptembertől a kolozsvári református főiskolában tanult és 1867-ben végezte a bölcseleti két évi tanfolyamot. Azután jogot hallgatott és 1869. szeptember Nagyenyedre ment teológiára. Ennek végeztével 1871. szeptemberben Désen nyert tanítói állást, ahol a III. osztály növendékeit oktatta. Három évig volt egyházi és kilenc évig iskolaszéki jegyző.
Közreműködött a Désen alakult Szolnok-Doboka megyei tanító testület létesítésében, annak közgyűlésén felolvasást tartott: Mi okozza a taníttató szülők, ugy a nagy közönségnek a tanügy iránt való hideg érdektelenségét és miféle mód és eszköz áll a tanító rendelkezésére, hogy e rideg közönyösség és visszás helyzet megszünjék címmel, mely kivonatban a Szolnok-Doboka lapban (1882.) jelent meg. 1885-ben létesítette a dési iparos ifjak önképző körét és annak egy évig elnöke is volt, erre vonatkozó közleményei szintén a Szolnok-Dobokában (1885.) jelentek meg. A dési Iparosügyi Közönyben: A kor kivánalmainak megfelelő értelmes iparos-osztály képződhetésének akadályairól Deésen c. értekezése van.

## Munkája
- Deés rendezett tanácsú város ismertetése, kapcsolatban Szolnok-Dobokamegye rövid földrajzával a népiskolák II. és III. oszt. számára. Deés, 1882
- Adatok a deési ev. ref. fiú-iskola történetéhez; Demeter-Kiss Ny., Dés, 1901